# Evangelhos de Rabbula

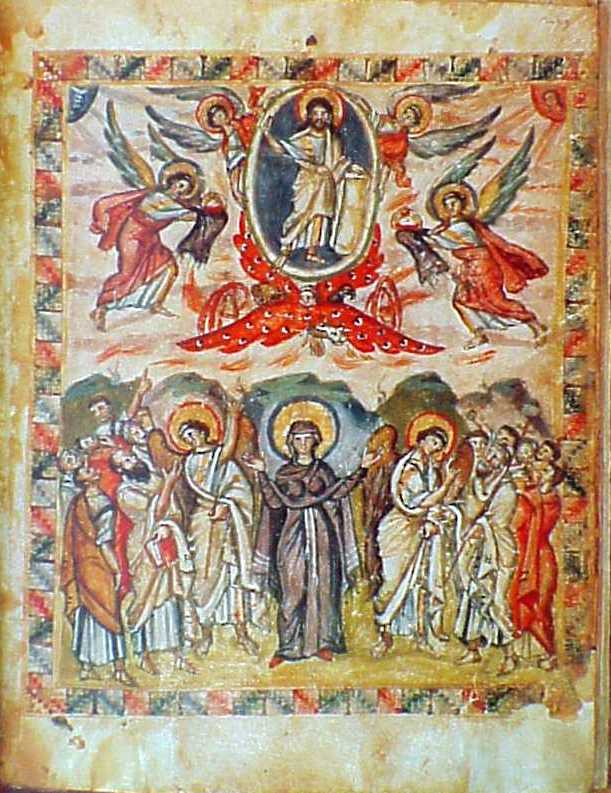
O fólio 13v dos Evangelhos da Rabbula contém uma miniatura da Ascensão.

Os Evangelhos da Rabbula, ou Evangelhos da Rabula, (Florença, Biblioteca Medicea Laurenziana, cod. Plut. I, 56) é um Livro do Evangelho Siríaco iluminado do século VI. Uma das melhores obras bizantinas produzidas na Ásia e um dos primeiros manuscritos cristãos com grandes miniaturas, ele se distingue pela predileção do miniaturista por cores brilhantes, movimento, drama e expressionismo. Vindo de um período do qual pouca arte sobrevive, e que conheceu um grande desenvolvimento na iconografia cristã, o manuscrito tem um lugar significativo na história da arte e é frequentemente referido.
Estudos recentes sugerem que o manuscrito concluído em 586 foi mais tarde parcialmente pintado por restauradores e encadernado com miniaturas de outras fontes no século XV ou XVI.

## Descrição

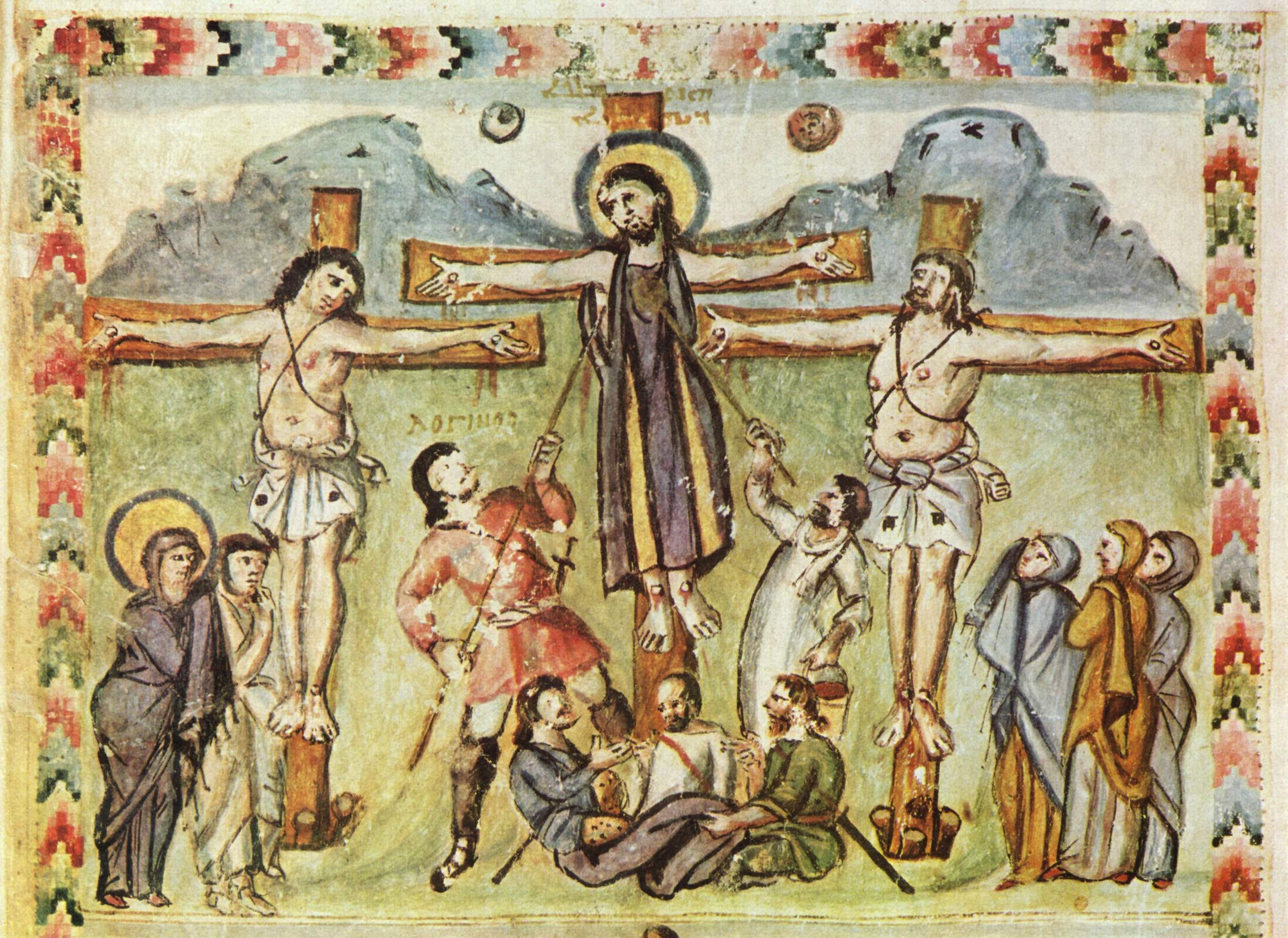
A primeira crucificação em um manuscrito iluminado, dos Evangelhos de Rabbula.

O Evangelho foi concluído em 586 no Mosteiro de São João de Zagba (siríaco: ܒܝܬ ܙܓܒܐ  , Bēṯ Zaḡbā ), que, embora tradicionalmente se acredite que tenha estado no norte da Mesopotâmia, agora se acredita que tenha estado no interior entre Antioquia e Apamea, na Síria moderna. Foi assinado por seu escriba, Rabbula ( ܪܒܘܠܐ  , Rabbulā ) sobre os quais nada mais se sabe. Em sua condição atual, os fólios são 34 cm (13,4 dentro) por 27 cm (10,6 no). Seu tamanho original é desconhecido porque eles foram aparados durante as religações anteriores. O texto é escrito em tinta preta ou marrom escura em duas colunas de um número variável de linhas. Existem notas de rodapé escritas em tinta vermelha na parte inferior de muitas das colunas. O texto é a versão Peshitta da tradução siríaca dos Evangelhos.
O manuscrito é iluminado, com o texto emoldurado por elaborados motivos florais e arquitetônicos. Os cânones do Evangelho são colocados em arcadas ornamentadas com flores e pássaros. O miniaturista obviamente tirou parte de sua inspiração da arte helenística (figuras drapeadas), mas se baseou principalmente nas tradições ornamentais da Pérsia. As miniaturas dos Evangelhos da Rabbula, notadamente aquelas que representam a Crucificação, a Ascensão e o Pentecostes, são imagens reais com uma moldura decorativa formada por ziguezagues, curvas, arco - íris e assim por diante. A cena da crucificação é a mais antiga a sobreviver em um manuscrito iluminado e mostra a forma oriental da imagem na época. Há uma miniatura dos Apóstolos escolhendo um novo décimo segundo membro (após a perda de Judas ). O artista foi treinado na tradição ilusionista clássica e é uma mão competente e experiente, em vez de um talento notável; mas as imagens sobreviventes desse período são tão raras que as suas são extremamente valiosas para mostrar o estilo e a iconografia de sua época.

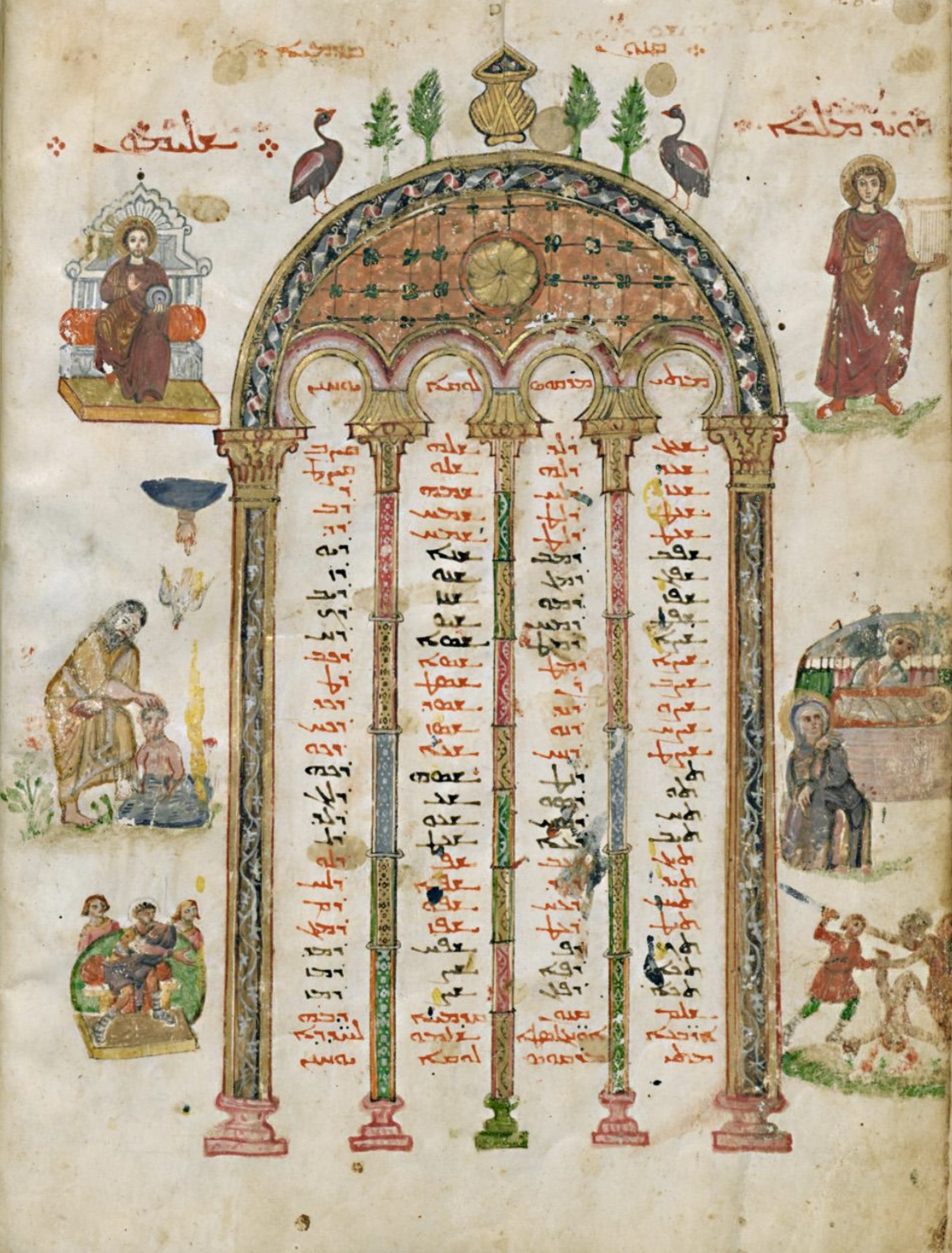
Fólio 4v dos Evangelhos de Rabbula mostrando as tabelas canônicas, harmonização dos quatro evangelhos, com miniaturas marginais.

O orientalista francês Edgard Blochet (1870–1937) argumentou que alguns dos fólios do manuscrito, incluindo a série pictórica, eram uma interpolação não anterior ao século X ou XI. Visto que a legenda original que acompanha as miniaturas tem o mesmo caráter paleográfico do texto principal do manuscrito, essa teoria foi rejeitada por Giuseppe Furlani e por Carlo Cecchelli no comentário da edição fac-símile das miniaturas publicada em 1959. Mas as dúvidas quanto à unidade original dos conteúdos continuaram. Mais recentemente, os estudiosos propuseram que o texto de 586 foi apenas encadernado com as miniaturas no século XV, e que as próprias miniaturas foram tiradas de pelo menos um outro manuscrito original e vêm de duas campanhas de trabalho diferentes.
A história do manuscrito depois de escrito é vaga até ao século XI, quando estava em Biblos, no Líbano. No final do século XIII ou início do século XIV, chegou a Quannubin. No final do século XV ou início do século XVI, o manuscrito foi levado pelo Patriarca Maronita para a Biblioteca Laurentiana em Florença, onde se encontra hoje.
O manuscrito serviu durante a Idade Média como registro dos Patriarcas Maronitas (Elias Kattar),

## Miniaturas grandes
- fol. 1a Eleição do Apóstolo Matias pelos Onze
- fol. 1b Theotokos (Virgem Maria) com o Menino Jesus
- fol. 2a Cristo recebe um livro de dois monges (dedicatória) / Os santos Eusébio de Cesaréia e Amônio de Alexandria
- fol. 3b-12b As tabelas canônicas de Eusébio com miniaturas marginais menores
- fol. 9b Mateus e João
- fol. 13a Crucificação de Cristo / Três Marias na tumba
- fol. 14a Ascensão de Cristo / Cristo com quatro monges
- fol. 14b Dom do Espírito Santo no Pentecostes